# Tetrastigma pergamaceum
Tetrastigma pergamaceum är en vinväxtart som först beskrevs av Carl Ludwig von Blume, och fick sitt nu gällande namn av Jules Émile Planchon. Tetrastigma pergamaceum ingår i släktet Tetrastigma och familjen vinväxter. Inga underarter finns listade i Catalogue of Life.